# Cherokee (servidor web)
Cherokee é um servidor da Web multiplataforma. Seu objetivo é ser rápido e totalmente funcional, mantendo-se leve em comparação com outros servidores da Web. Ele foi escrito inteiramente em C. Pode ser usado como um sistema incorporado e suporta complementos (de computação) para aumentar suas funcionalidades. É um software livre, disponível sob a GNU General Public License.

## Breve histórico
O Cherokee foi criado em 2001 por Álvaro López Ortega. A motivação era criar um novo servidor Web, algo mais novo do que o servidor NCSA HTTPd e não tão grande e pesado quanto o servidor Apache HTTP, ambos com mais de 15 anos de idade. Atualmente, ele é desenvolvido e mantido por uma comunidade aberta de desenvolvedores. Atualmente, ele é desenvolvido e mantido por uma comunidade aberta de desenvolvedores.

## Recursos
- Oferece suporte a tecnologias como: FastCGI, SCGI, PHP, CGI, SSI, SSL/TLS.[4]
- Suporta a configuração de servidores virtuais.
- Permite que o redirecionamento seja realizado.
- Permite o uso como um balanceador de carga.
- Possui um painel de autenticação:
  - plain
  - htpasswd
  - htdigest
  - PAM